# モンゲトゥ
モンゲトゥ（モンゴル語: Mönggetü,中国語: 蒙格禿,? - ?）とは、13世紀に活躍したモンゴル帝国の将軍。Mönggetüとは「黒子」を意味するモンゴル語。
同名の将軍は2名おり、一人はチンギス・カンの伯父にあたるキヤト氏の人物で、一人はオゴデイ・カアンの治世にタンマチ（辺境鎮戍軍）を率いてインド方面に侵攻した人物である。

## キヤト氏の千人隊長
『モンゴル秘史』では忙格禿乞顔(mánggétūqǐyán)、『集史』ではمونگدو قیان(Mūngedū Qiyān)と記されており、モンゲトゥ・キヤン(Mönggetü Qiyan)の名で知られる。『モンゴル秘史』によると、キヤト氏の長バルタン・バアトルの長子として生まれたという。弟にはチンギス・カンの父イェスゲイ・バアトルが存在する。
モンゲトゥ・キヤンにはチャンシウダイ(Čangši'udai)という息子がおり、「キヤト・チャンシウト」という氏族集団を形成した。この「キヤト・チャンシウト」氏にはオングル・ノヤンの率いるケフリン・バヤウト集団が属していた。キヤト・チャンシウト氏とケフリン・バヤウト集団は早い段階からチンギス・カンの下に仕えており、1206年にモンゴル帝国が建国されるとモンゲトゥ・キヤンは千人隊長(ミンガン)に任じられた。また、『集史』によるとモンゲトゥ・キヤンはクキ・ノヤンと2人で1つの千人隊を率いていたという。
経緯は不明であるがモンゲトゥ・キヤンの後裔はジョチ・ウルスに仕えたようで、トクタの時代には千人隊から拡大して万人隊を形成していたという。

## ヒンドゥスタン・カシミール方面のタンマチ司令官
『モンゴル秘史』では蒙格禿(mēnggétū)、『集史』ではمونکدو(mūnkdū)と記される。上述のキヤト氏千人隊長と同一人物であるとする説もあるが、真偽は不明。
第二代皇帝オゴデイがカアンに即位すると、モンゴル帝国ではタンマチ(辺境鎮戍軍)が帝国辺境の各地に派遣された。西方では先にチョルマグン率いる4万のタンマチが派遣されていたが、その後詰めとして新たに2万のタンマチがヒンドゥスタン・カシミール方面に派遣されていた(モンゴルのインド侵攻)。このタンマチの最初の司令官はダイルであったが、これにモンゲトゥも従軍し、ダイルの死後は司令官職を受け継いだ。
「ヒンドゥスタン・カシミールのタンマチ」司令官職はモンゲトゥの後オコトルに引き継がれ、更にその後サリ・ノヤンの時代にフレグ・ウルスの一部とされた。

## 歴代ヒンドゥスタン・カシミール方面タンマチ司令官
1. ダイル（Dayir >tàyìér,荅亦児／Dāīr,دایر）
2. モンゲトゥ（Mönggetü >mēnggétū,蒙格禿／mūnkdū,مونکدو）
3. オコトル（Oqotur >wòhuōtūér,斡豁禿児／hūqūtur,هوقوتر）
4. サリ・ノヤン（Sali Noyan >sālī nūyān,سالی نویان）